# Transferium 't Schouw A44

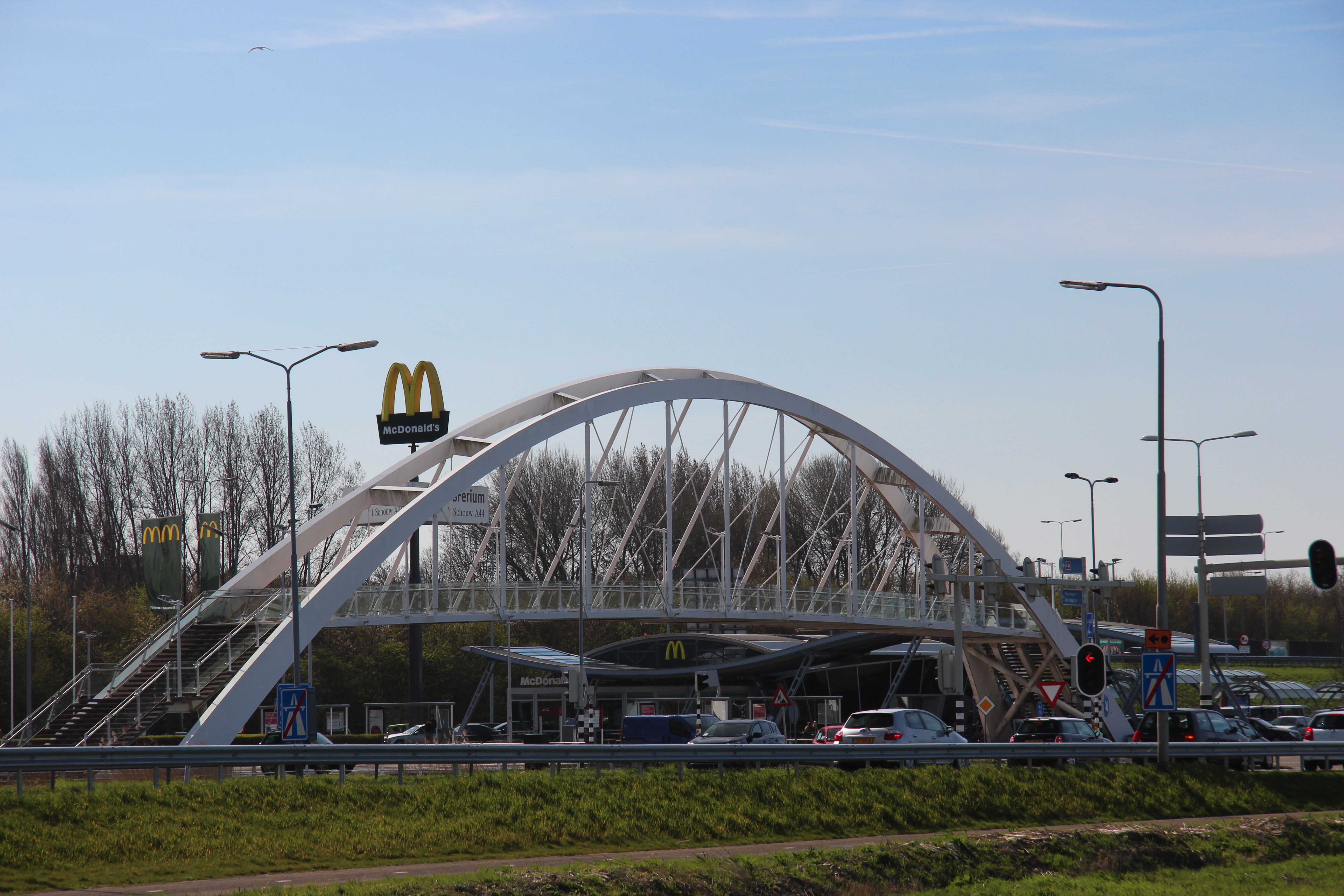
Transferium 't Schouw A44

Transferium ’t Schouw A44 was een transferium in Leiden, dat werd geopend op 2 juni 1999.
Het transferium lag ter hoogte van de kruising van de provinciale weg N206 (Plesmanlaan/Ir. Tjalmaweg) en de A44 bij afslag Leiden (afrit 8) en werd op 2 juni 1999 door staatssecretaris De Vries geopend. Het was te herkennen aan de markante 75 meter lange boogbrug over de N206. De kosten voor de bouw van het transferium bedroegen volgens de planning 10,8 miljoen gulden.
Het was een project van de provincie Zuid-Holland, de openbaarvervoermaatschappij Arriva en McDonald's met als doel het autoverkeer over de A44 richting Den Haag en in de centra van Den Haag en Leiden te verminderen. De doelgroep was het woon-werkverkeer uit de regio Amsterdam en de Bollenstreek richting Den Haag en de binnenstad van Leiden. Om de dagelijkse file op de A44 te ontwijken konden automobilisten bij het transferium hun auto parkeren en verdergaan met de bus over een nagenoeg vrije busbaan.
In samenhang met het transferium werd een reeks van verkeersmaatregelen in de omgeving getroffen. Zo werd een busbrug over de Oude Rijn gebouwd en werden aan beide zijden van de N206 busbanen gemaakt. Ook bij de op- en afritten van de A44 werden maatregelen genomen om een goede doorstroming van busverkeer mogelijk te maken.
In verband met de aanleg van de RijnlandRoute moesten het transferium en de McDonald's hun deuren sluiten. De McDonald's is verplaatst naar een locatie langs de Oude Rijn in Oegstgeest, de nieuwe vestiging ging open op 19 december 2018. Het transferium is vervangen door een parkeerterrein naast de nieuwe McDonald's-vestiging. Het voormalige transferium sloot op 17 maart 2019, op diezelfde dag werd het nieuwe parkeerterrein geopend. De bekende voetgangersbrug van het voormalig transferium werd in de nacht van 30 op 31 maart 2019 gesloopt.

## Voormalige voorzieningen
- 210 parkeerplaatsen (P&R en carpoolplaats) met overkapte looproute richting ov-haltes
- Voetgangersbrug
- Overdekte wachtruimte
- Fietsenstalling met fietskluizen
- Toiletten
- Telefoon
- McDonald's-restaurant